# 亚努什·拉齐维乌 (1612年-1655年)
亚努什·拉齐维乌亲王（波蘭語：Janusz Radziwiłł，也被称为“亚努什二世”或“小亚努什”，1612年—1655年），波兰立陶宛联邦著名的贵族和权贵。他曾担当国家政府中的多项职务，其中包括立陶宛宫廷侍臣（自1633年起）与立陶宛陆军指挥官（蓋特曼，自1654年起）。他也是维尔纽斯省省长，以及萨莫吉希亚、卡缅涅茨、卡齐米日与赛伊维的长老。 
那时他是联邦最有权势的人之一，常被称为整个立陶宛大公国的实际统治者（藉由蓋特曼的權力與自家巨大的領土財產）。在大洪水时代，或瑞军入侵联邦时期他站在瑞典国王一方。但是这一举动让他与其他大多数贵族树敌，其中甚至包括他的家族成员。他的军队最终战败，而他自己也死在了蒂科钦一个被包围的城堡中。

## 传记
亚努什的家族——拉齐维乌家族是立陶宛贵族阶层中最具权势的家族之一，他也是该家族肯代尼艾土地的继承人（这被写在立陶宛雷梅德编年史中）。

### 早年
拉齐维乌曾留学于德国与荷兰。他在1633年参与了斯摩棱斯克战争。他是加尔文教徒，但却在1638年与一位天主教徒（第一位妻子，卡塔日娜）结婚。1645年，他与摩尔达维亚大公玛利亚·鲁普尔结婚。拉齐维乌是立陶宛新教的保护者，也是很多新教学校与教堂的赞助人。
在几十年之间，因为拉齐维乌家族成员抬高自身的权贵身份，增加财富，该家族与联邦之间的利害相关变得越来越小。他们在立陶宛大公国谋取更多政治权力的尝试在亚努什·拉齐维乌的举动中最为明显，而他也被波兰史学界视为为波兰黄金时代的终结负责的几位大公国贵族之一。

### 权力上升
亚努什·拉齐维乌的野心在他军事生涯的早期便显现出来。 
亚努什·拉齐维乌利用他的政治影响力，反对極端天主教的波兰国王与立陶宛大公约翰二世·卡齐米日，以稳固他作为省长与指挥官（蓋特曼）的权力，以及國內新教徒的勢力。1652年，他利用自由否决权否决波兰国会（联邦下议院）议案瘫痪联邦中央。

### 叛变与衰落
1654年8月，他在什克武夫战役击败俄罗斯入侵者，但这已是他人生中最后一次胜利了。几周后他在谢皮耶莱维切战役被俄军击败。几个月后，他在瑞典入侵波兰时，和堂弟博古斯瓦夫·拉齐维乌（也是喀爾文教派）一道，与北歐新教領袖的瑞典国王卡尔十世·古斯塔夫协商，讨论如何让卢布林联合（联邦建立的基础）破裂。他们签署一份协议，根据这份协议，他们组建了以新教為媒介的瑞典-立陶宛联合，而拉齐维乌在这份协议中统治过去立陶宛大公国的半壁江山，变为瑞典的保护国。
亚努什并非叛离波兰立陶宛聯邦一方的唯一一人；许多波兰贵族，例如王室副总理大臣谢洛尼姆·拉杰约夫斯基和王室大财务总管博古斯瓦夫·莱什琴斯基都认为约翰二世·卡齐米日是一位虚弱又盲從天主教的的国王（或耶稣会国王），并支持卡尔·古斯塔夫登上波兰王位。天主教死忠派的约翰二世·卡齐米日，因在情感上支持反宗教改革領袖的奥地利，轻视蔑视波兰文化，在波兰贵族圈中没有朋友（連天主教貴族也很少人支持他）。波兹南省省长克雷什托夫·欧帕灵斯基将大波兰拱手让给卡尔·古斯塔夫，而随后其他省也照着做了。
虽然包括华沙、克拉科夫与大公国西部被瑞典人占领，但波蘭王國中佔大多數的天主教貴族，終於因為懼怕新教之迫害，起來支持天主教国王约翰二世·卡齐米日，並反對聯邦內外的新教聯軍。因此國王与他的天主教盟友在几年后，自琴斯托霍瓦的光明山修道院抵抗运动与蒂绍夫采联盟开始，就逐步收回領土、重振勢力。1655年瑞军的战败与撤退，让亚努什与博古斯瓦夫的黄粱美梦一瞬间变为泡影。亚努什在蒂科钦去世，而这座城市当时正被忠于联邦的军队包围（因铤而走险的瑞典卫兵失守）。

## 家系
拉齐维乌家族的亚努什与博古斯瓦夫一支在下一代时断绝。巴伐利亚后来的国王与其他王室家族都与这一支有血缘关系（譬如瑞典的贝尔纳多特王室，挪威与丹麦的现任国王，意大利、萨克森、利希坦斯泰因的末代国王，和白俄罗斯现任国王等）。
1917年，亚努什·拉齐维乌的直系后代巴伐利亚的阿玛利亚的鳏夫乌拉赫公爵威廉被选为立陶宛国王，称明道加斯二世。但是因为第一次世界大战，政局不稳，他从未登基。

## 在流行文化中的影响
因为19世纪的波兰作家，诺贝尔文学奖得主显克微支在他的《三部曲》中，对亚努什·拉齐维乌在大洪水时代中叛国与投靠瑞典的行为有着负面描写，拉齐维乌在波兰流行文化中臭名昭著，显克微支这样写道拉齐维乌的逝世：“人世的废墟，逝去的灵魂，黑暗，虚无——这就是他试图对自己的奖赏。”
亚努什·拉齐维乌在由耶日·霍夫曼导演的古装剧洪流中，明显地以指挥官（蓋特曼）的身份出现。